# Чибо, Франческетто
Франческетто Чибо (итал. Franceschetto Cybo; 1450 — 25 июля 1519) — итальянский дворянин, внебрачный сын Папы Римского Иннокентия VIII.

## Биография
Был незаконнорожденным сыном Джанбаттисты Чибо, который позже стал Папой Римским Иннокентием VIII, и неизвестной неаполитанки.
После избрания отца на папский престол в 1484 году, переехал с ним в Рим, где вёл разгульный образ жизни. В последующие годы во время понтификата своего отца, он был губернатором Рима (1488 год), а также приписан к дворянству Флоренции и Венеции. Помимо этого, он получал от отца финансовую поддержку, которая было очень высокой.
21 февраля 1490 года получил от отца в качестве феодальных владений Черветери и Ангвиллара-Сабация и титул графа Латеранского дворца. В том же году из-за слухов о смерти Папы пытался завладеть папской казной и похитить шехзаде Джема, но потерпел неудачу.
Поддерживал приятельские отношения со своим тестем Лоренцо Великолепным, которого часто навещал во Флоренции. В период понтификата Александра VI покинул Рим и проживал в нескольких итальянских городах.
При Папе Юлии II он получил титул герцога Сполето, который носил до своей смерти.
Скончался 25 июля 1519 года, был похоронен в базилике Собора Святого Петра.

## Семья
Был женат на Маддалене Медичи, дочери Лоренцо Великолепного и Клариче Орсини. У супругов было 8 детей, шесть из которых дожили до совершеннолетия:
- Лукреция (1489—1492), умерла в детском возрасте;
- Клариче (1490—1492), умерла в детском возрасте;
- Инноченцо[итал.] (25 августа 1491 — 14 апреля 1550), кардинал с 23 сентября 1513 года, кардинал-дьякон с титулами Санти-Козма-э-Дамиано с 1513 по 1517 год и Санта-Мария-ин-Домника с 1517 по 1550 год;
- Элеонора (1499—1557), монахиня-бенедиктинка, аббатиса монастыря Санта-Мария-дель-Прато[итал.] в Генуе;
- Лоренцо (20 июля 1500 — 14 марта 1549), граф Ферентилло, 14 мая 1520 сочетался браком с Риччардой Маласпина (1497—1553), наследницей маркграфства Массы и синьории Каррара;
- Катерина (13 сентября 1501 — 17 февраля 1557), в 1520 году сочеталась браком с Джованни Мария да Варано (1481—1527), герцогом Камерино;
- Ипполита (1503—1562), в 1522 году сочеталась браком с Роберто Амброджо Сансеверино[итал.] (ум. 1532), маркграфом Колорно, графом Кайаццо и синьором Боббио;
- Джованни Баттиста (6 мая 1505 — 15 марта 1550), епископ Марселя с 1530 года.